# SOFIM
SOFIM ist ein zu Iveco gehörender Motorenhersteller.
1973 wurde im italienischen Foggia zusammen mit Alfa Romeo und Saviem (Renault) die Dieselmotoren-Fabrik SOFIM (französisch Société franco-italienne de moteurs, italienisch Sociétà franco-italiana di motori) gegründet. Ab 1974 wurden dort Dieselmotoren für Kleintransporter, Traktoren und Pkw hergestellt, etwa der SOFIM-8140-Motor. 1981 übernahm Iveco SOFIM. Die Gesamtproduktionszahl lag 2008 bei rund 4 Millionen Motoren. Das Werk in Foggia – mit einer Gesamtfläche von rund 540.000 m², in dem über 2.000 Mitarbeiter tätig sind – ist mit ISO 9001 – Vision 2000 (prozessgesteuerte Qualitätsverwaltung) und ISO 14000 zertifiziert. In diesem Werk werden jährlich mehr als 250.000 leichte Dieselmotoren der Iveco-Motor-Baureihen 8100 und HPI produziert.
Weitere Werke von SOFIM existieren in Nanjing (Volksrepublik China), wo etwa 50.000 Motoren pro Jahr hergestellt werden, und in Sete Lagoas (Brasilien; Produktion etwa 40.000 Motoren pro Jahr).

## Fahrzeuge mit SOFIM-Motoren
Sofim-Dieselmotoren wurden oder werden beispielsweise in folgende Pkw- und Transporter-Modelle eingebaut:
- Fiat 131, Fiat 132, Fiat Argenta
- Fiat Campagnola
- Fiat Croma (Typ 154), Lancia Thema (Y9)
- Renault Safrane
- FSO Polonez
- Santana PS-10, Iveco Massif
- Iveco Daily
- Fiat Ducato, Peugeot Boxer, Citroën Jumper
- UAZ-469
- Renault Mascott
- Renault Master, Opel Movano, Nissan Interstar
- GAZelle